# Morningthorpe
Morningthorpe – wieś w Anglii, w hrabstwie Norfolk, w dystrykcie South Norfolk. Leży 14 km na południe od Norwich i 148 km na północny wschód od Londynu.
Miejscowość liczy 253 mieszkańców.